# 長浜市立鏡岡中学校
長浜市立鏡岡中学校（ながはましりつ かがみおかちゅうがっこう）は、かつて滋賀県長浜市余呉町にあった公立中学校。
学校名は余呉湖の別称「鏡湖」に因む。

## 沿革
- 1964年（昭和39年） - 余呉村立中河内中学校を統合。
- 1971年（昭和46年）4月1日 - 伊香郡余呉村が町制施行したのに伴い、余呉町立鏡岡中学校と改称。
- 2010年（平成22年）1月1日 - 伊香郡余呉町が長浜市に編入されたのに伴い、長浜市立鏡岡中学校と改称。
- 2018年（平成30年）4月1日 - 長浜市立余呉小学校と併合し、長浜市立余呉小中学校（愛称「鏡岡学園」）として開校。滋賀県内初の小中一貫教育の義務教育学校。

2023年現在は地域のスポーツ少年団や部活などで使われている

## 通学区域
旧・余呉町全域。長浜市立余呉小学校の校区に等しい。

## 周辺
- 長浜市役所余呉支所
- 長浜市立余呉小学校
- 余呉郵便局
- 余呉川
- 余呉湖

## アクセス
- JR北陸本線 余呉駅から北東へ1.5km
- 余呉バス 鏡岡中学校にて下車
- 国道365号・滋賀県道283号中之郷停車場線沿い